# Societat de Mastologia Marina
La Societat de Mastologia Marina (en anglès Society for Marine Mammalogy, SMM) és una associació internacional no governamental i sense ànim de lucre fundada el 1981 per tal de promoure la investigació, difusió i conservació dels mamífers marins. És la principal associació d'investigadors de mamífers marins a escala mundial.

## Publicacions
La principal contribució de la Societat fou la creació de la publicació trimestral Marine Mammal Science, que sortí per primera vegada el 1985 i es manté vigent. Aquesta publicació informa de novetats i troballes sobre mamífers marins que sorgeixen d'investigacions sobre evolució, taxonomia, fisiologia, bioquímica, comportament, poblacions, cicle vital, genètica, ecologia i conservació.
També té les següents publicacions especials i llibres:
- Marine Mammal Energetics, 1987
- Bowhead Whale, 1993
- Molecular Genetics of Marine Mammals, 1997
- Marine Mammals of the World, 1998

Des del 2010, el comitè de taxonomia de la societat ha anat actualitzant cada any la llista d'espècies i subespècies reconegudes de mamífers marins després de revisar les diferents publicacions i novetats i la respectiva valoració de la seva validesa, amb les corresponents observacions en cas d'exclusió.